# Pedagogika twórczości
Pedagogika twórczości – subdyscyplina pedagogiki, której głównym zadaniem jest generowanie wiedzy z zakresu wychowania dzieci, młodzieży i dorosłych do twórczości oraz pomocy jednostkom i grupom w tworzeniu i rozwijaniu postawy twórczej. W jej skład wchodzą: teoria pedagogiki twórczości (aksjologia), koncentrująca się na formułowaniu celów wychowania do twórczości oraz ich uzasadnieniach oraz dydaktyka twórczości, której celem jest konstruowanie modeli nauczania twórczości i badanie uwarunkowań tego procesu. Pedagogika twórczości za przedmiot swoich rozważań przyjmuje bardziej nauczanie twórczości niż twórcze nauczanie.

## Rozwój dyscypliny
Rozwój pedagogiki twórczości jako swoistej dyscypliny nauk o wychowaniu, świadomej odrębności swego przedmiotu zainteresowań oraz metod badawczych, zaczął się właściwie wraz z powstaniem i rozwojem nowej specjalności na studiach pedagogicznych oraz podyplomowych w Warszawskiej Szkole Pedagogiki Specjalnej (dzisiejsza Akademia Pedagogiki Specjalnej im. Marii Grzegorzewskiej) i działalnością Andrzeja Góralskiego oraz Witolda Dobrołowicza.

## Pojęcia
Podstawowym pojęciem w tej subdyscyplinie pedagogiki jest „twórczość”.

## Subdyscypliny
Inne nazwy pedagogiki zajmującej się twórczością, używane w polskiej literaturze pedagogicznej to:
- pedagogika kreatywna
- pedagogika twórcza
- pedagogia twórczości
- pedagogika zdolności twórczych
- pedagogika kreatywności
- psychodydaktyka kreatywności
- dydaktyka kreatywna
- dydaktyka twórczości
- pedagogika oddziaływań twórczych
- psychopedagogika działań twórczych

## Pedagodzy twórczości
Osoby zasłużone dla rozwoju pedagogiki twórczości w Polsce: Witold Dobrołowicz, Teresa Giza, Andrzej Góralski, Józef Kozielecki, Kazimierz Korniłowicz, Tadeusz Lewowicki, Jan Łaszczyk, Marzenna Magda-Adamowicz, Edward Nęcka, Zbigniew Pietrasiński, Stanisław Popek, Henryk Rowid, Bogdan Suchodolski, Krzysztof J. Szmidt, Stefan Szuman, Janina Uszyńska-Jarmoc.